# Limburger Straße 13 (Hasselbach)

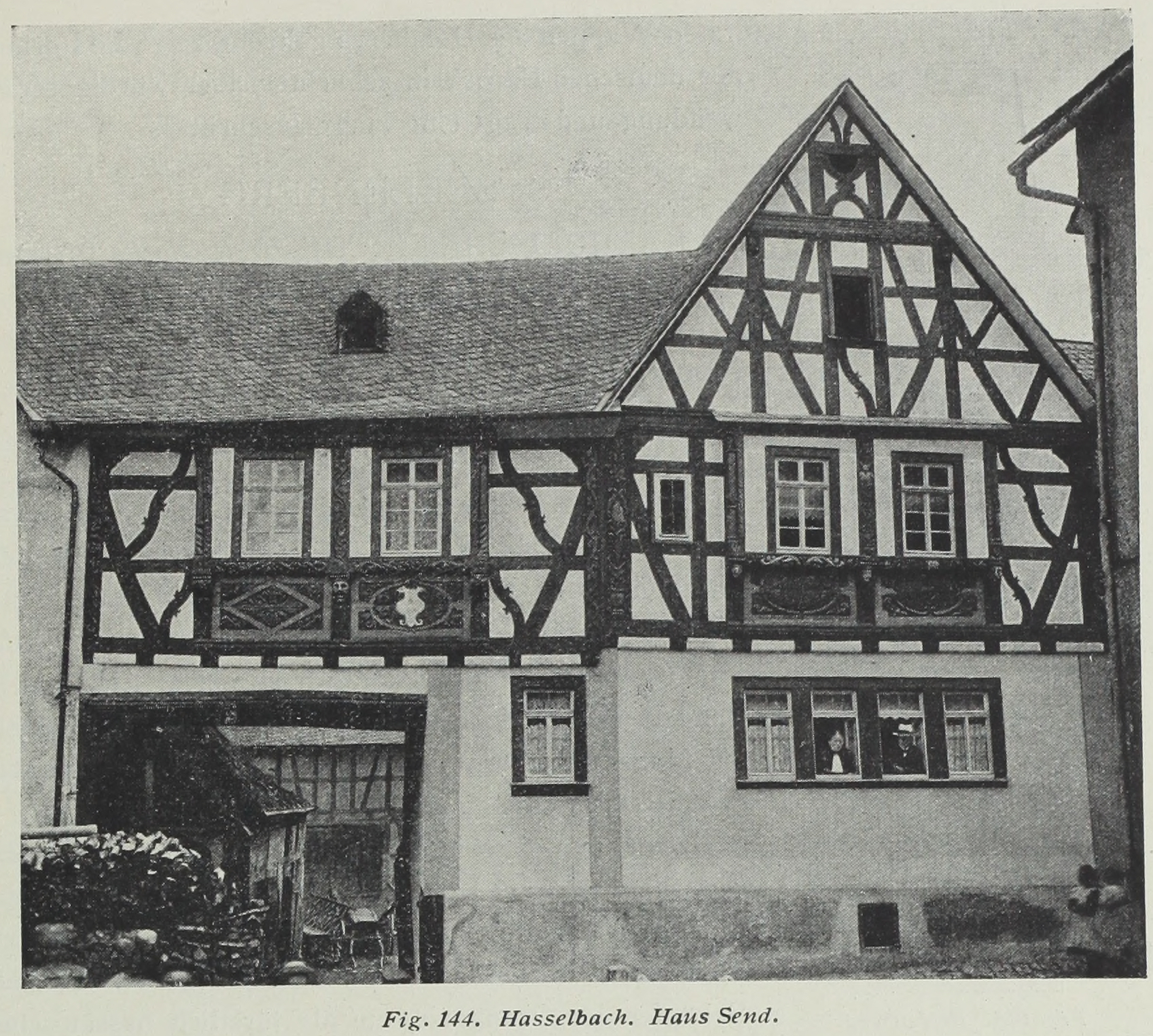
Limburger Straße 13 im Jahr 1921 (vor dem Brand)

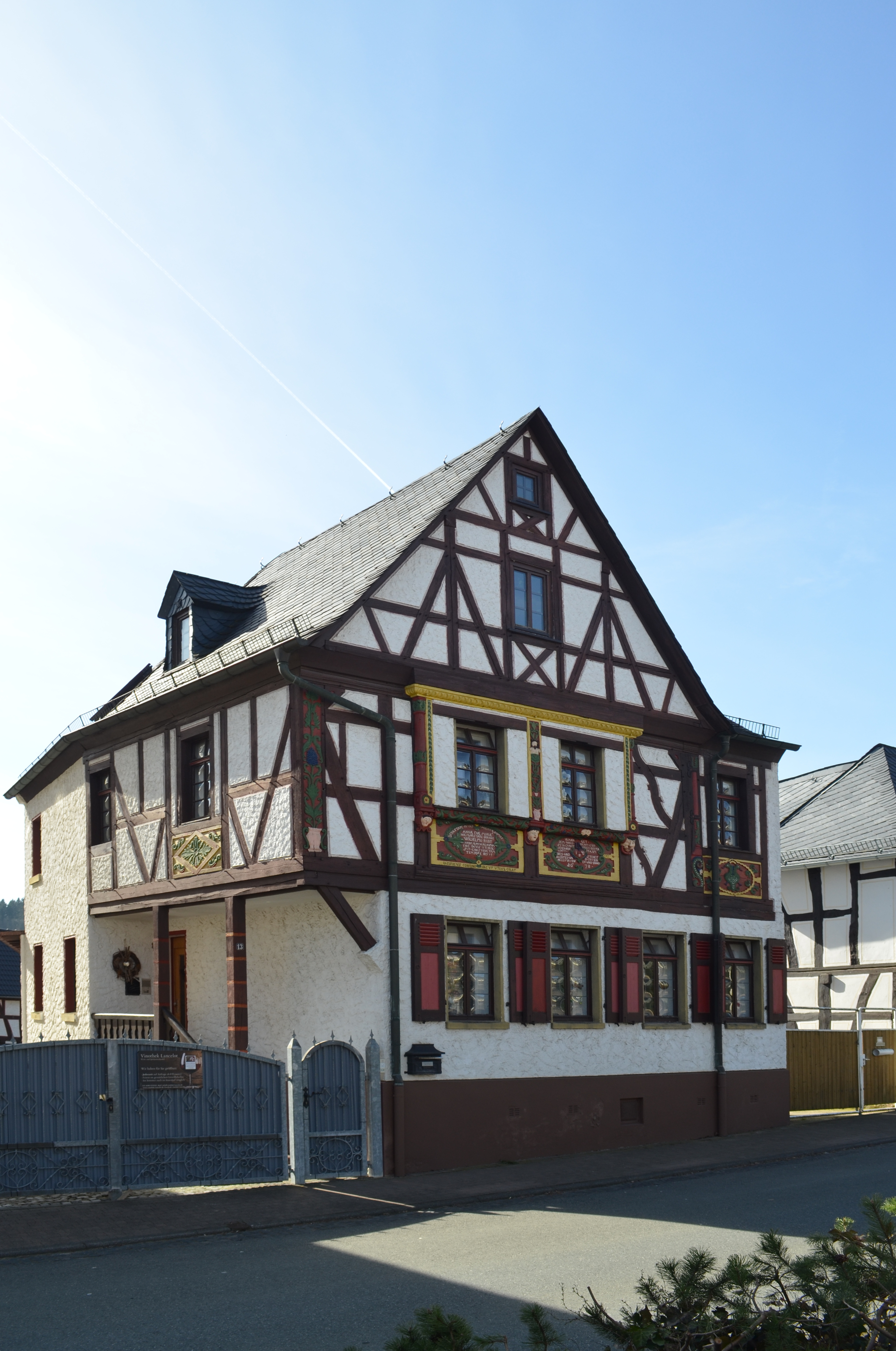
Limburger Straße 13 im Jahr 2017

Das Fachwerkhaus Limburger Straße 13 in Hasselbach steht unter Denkmalschutz.
Das Fachwerkhaus ist das Wohnhaus einer Hofanlage. Ursprünglich (siehe Bild von 1921) war das giebelständige Haus mit einem angeschlossenen traufständigen Torbau ergänzt. Der Anbau fiel dem Stadtbrand vom 17./18. August 1926 zum Opfer, der auch das Haupthaus in Mitleidenschaft zog. Ausweislich der erhaltenen Inschriftentafeln war der kurtriersche Schultheiß Johann Wilhelm Rodt (1667–ca. 1680) der Bauherr. Das Haus wurde nach der Inschrift 1678 erbaut.
Beide Teile des Hauses waren im Erdgeschoss massiv gemauert und verputzt. Das Obergeschoss ist in Fachwerkbauweise errichtet. Das Schmuckfachwerk war symmetrisch angelegt. Im Rahmen der Sanierung nach dem Brand wurde auf der rechten Seite ein Anbau errichtet, der heute diese Symmetrie stört. Unter dem First befand sich ursprünglich ein Feuerbock. Das Obergeschoss verfügt über den originalen fränkischen Erker mit reichen Schnitzereien und verzierten Brüstungsplatten.
Die beiden Inschriftentafeln (eine in Latein und eine in Deutsch) geben der Hoffnung Ausdruck, das Haus möge von Feuer verschont bleiben.

„Wann Got
dem Haus nicht gibt
sein Gunst so ist der
Menschen Arbeit al umsonst
dies Haus steht 
in Gotes Hand - Got bew
ar es for Fewer und Brand“

In den 1980er Jahren wurde das Haus unter dem Namen Lancelot von den Eigentümern, der Familie Hartmann, als Kneipe genutzt. Seit Mitte der 1990er Jahre stand es 20 Jahre leer. 2016 eröffneten die neuen Eigentümer im Gewölbekeller die Vinothek Lancelot anno 1688, welche es jedoch auch nicht mehr gibt.